# 中村鞄製作所
有限会社中村鞄製作所（なかむらかばんせいさくじょ）は、東京都足立区に本社をおくランドセル・鞄の製造・販売を行う会社。

## 企業概要
1960年（昭和35年）創業。手づくりされたランドセルを製造・販売。足立区の公式ブランドに認定されている。

## ブランド
中村鞄ランドセル
軽くて背負いやすい、体の動きにフィットするランドセル。背負った時に直接あたる部分には宇宙飛行士を衝撃から守るためのクッションを使用し、素材は全て国産を使用。120の製造過程を手作りで生産しているランドセルブランド。

## 受賞歴
- 第43回東京かばん技術コンクール[2]
- 足立区ブランド 平成19年度認定[3]